# Шкот, Николай Яковлевич
Николай Яковлевич Шкот (1828, Костромская губерния — 1 сентября 1870, Санкт-Петербург) — участник Крымской войны и обороны Севастополя, во время которой был дважды тяжело ранен. С 1864 года — Главный начальник в Южных гаванях (Владивосток). Н. Я. Шкот в 1864—1866 годах положил начало плановой застройке Владивостока.
Брат — П. Я. Шкот.

## Биография
Родился в Костромской губернии 1 (13) января 1829 года.
Окончил Морской кадетский корпус; 25 августа 1846 года произведён в гардемарины, а 13 июня 1848 года — в мичманы с назначением в 28 флотский экипаж Черноморского флота Российской империи.
С 1853 года участвовал в Крымской войне, в частности принял участие в обороне Севастополя; 24 октября 1854 года был сильно контужен во время отражения атаки на Корниловскую батарею (Корниловский бастион); 6 марта 1855 года получил ранение в ногу во время кампании на Камчатском редуте; 6 мая 1855 года произведён в лейтенанты флота.
19 марта 1856 года произведён капитан-лейтенанты с переводом в 47 флотский экипаж (Сибирская военная флотилия), и в этом же году вступил в должность старшего офицера строящегося в США для Сибирской флотилии транспортного судна «Японец».
В конце этого же года принял под командование новый пароходо-корвет «Америка»; 6 июня 1857 года передал его под командование Н. М. Чихачёва, но имея назначение на должность командира транспорта «Японец», остался на пароходо-корвете исполнять должность старшего офицера. В этом же году на «Америке» совершил плавание под флагом вице-адмирала графа Е. В. Путятина в Тяньцзинь. Во время перехода из Николаевска участвовал в открытии залива Святого Владимира и обследовании залива Святой Ольги.
В звании капитан-лейтенанта вернулся командиром на транспорт «Японец». Летом 1858 года провёл обследование Амурского залива и входного русла реки Суйфун. Далее на транспорте занимался доставкой снабжения в строящиеся посты и проводил гидрографические работы на южном побережье Уссурийского края (современная территория Приморского края и Залива Петра Великого), а также находился в плаваниях между портами Японии и Цинской империи.
В апреле 1860 года на транспорте «Японец» отправился с командиром Первой независимой эскадры Тихого океана И. Ф. Лихачёвым из Хакодате в Новгородскую гавань — внутреннюю бухту залива Посьета для основания нового военного поста; 12 апреля 1860 года развернул Новгородский пост и поставил начальником этого поста лейтенанта П. Н. Назимова.
1 января 1864 года был произведён в капитаны 2-го ранга, а 6 июня того же года был назначен исполнять должность помощника начальника над портами Восточного океана. С {2 октября 1864 года назначен на вновь учреждённую должность — Главного начальника в Южных гаванях со штабом во Владивостоке. В 1864—1866 годах Н. Я. Шкот начал плановую застройку Владивостока, а также стал инициатором строительства лесопильного завода, первой верфи и организации регулярного снабжения.
15 октября 1866 года Н. Я. Шкот переведён в Балтийский флот, так как тяжёлая болезнь заставила его прекратить активную деятельность на Тихом океане. Был командиром 8-го флотского экипажа; 1 января 1868 года произведён в капитаны 1-го ранга.
Скончался 1 (13) сентября 1870 в Санкт-Петербурге. Похоронен на Красненьком (Ульянковском) кладбище.

## Память
В честь Н. Я. Шкота названы:
- посёлок Шкотово[6]
- железнодорожная станция Шкотово
- Шкотовский район Приморского края, по названию посёлка Шкотово
- остров Шкота[6]
- полуостров Шкота[6]
- река Шкотовка
- мыс Шкота, близ посёлка Ольга[6]